# 広瀬団地
広瀬団地（ひろせだんち）は、群馬県前橋市広瀬町を中心とした、群馬県内最大規模の団地。

## 概要
団地内には、前橋市立広瀬小学校がある。
数多くの公園や自治会の集会施設がある。高層住宅が多く、最高で12階建てである。
団地内は区画整理がされていて、広瀬大通りでの買い物が便利。

## 交通
- JR両毛線 前橋大島駅